# Гней Помпей Магн Младший
Гней Помпе́й Мла́дший (лат. Gnaeus Pompeius Iunior; родился, предположительно, между 80 и 76 годами до н. э., Рим, Римская республика — убит в конце марта 45 года до н. э., окрестности Лаврона, Дальняя Испания, Римская республика) — римский военачальник и политический деятель, старший сын Гнея Помпея Великого. Его деятельность связана главным образом с гражданской войной 49—45 годов до н. э.
В 49 году до н. э. Гней возглавил дипломатическую миссию в Египет (по данным некоторых источников, в это время у него был роман с царицей Клеопатрой). В 49—48 годах до н. э. Помпей командовал эскадрой в Ионическом море и пытался помешать Гаю Юлию Цезарю переправиться из Италии на Балканы, но потерпел неудачу. Узнав о поражении отца при Фарсале, он переправился в Африку, а потом в Испанию, которую сделал последним оплотом помпеянцев в этой войне (46 год до н. э.). Гней установил контроль над Бетикой и собрал большую армию, но в решающей битве с Цезарем при Мунде весной 45 года до н. э. он был разгромлен. Вскоре после этого Гней Помпей был настигнут врагами и убит.

## Происхождение
Гней Помпей принадлежал к плебейскому роду Помпеев, представители которого упоминаются в источниках, начиная со II века до н. э. Номен Pompeius явно имеет то же происхождение, что и топоним Помпеи в Кампании, но о какой-либо связи Помпеев с городом, находившимся в окрестностях Везувия, ничего не известно.
Первым консулом из этого рода был Квинт (141 год до н. э.). С предками Гнея Помпея Магна он находился, по-видимому, в дальнем родстве. Дед Магна, Гней Помпей Страбон, владевший обширными землями в Пицене, стал консулом в 89 году до н. э. и отличился во время Союзнической войны. Сын Страбона, тоже Гней, с юных лет командовал армиями в ряде войн и был одним из самых выдающихся военачальников Республики; за победу над марианцами он получил (предположительно в 81 году до н. э.) почётное прозвание Магн (Великий), ставшее когноменом для его потомков.
Дети у Гнея Помпея Магна-старшего были только от третьего брака — с Муцией Терцией. По матери Гней-младший (первый из сыновей) приходился внуком Квинту Муцию Сцеволе Понтифику, умершему до рождения внука, и племянником братьям Цецилиям Метеллам, Целеру и Непоту. У Гнея были сестра, жена Фавста Корнелия Суллы, и брат, Секст Помпей Магн. О разнице в возрасте между братьями есть разные мнения: по данным Аппиана, она могла составлять всего год, а по одной из гипотез антиковедов, могла быть существенной — до 10 лет.
|                     |                     | Гней Помпей Великий             |                                 |                                 |                                 |                                 |                                 |                 |                 |                 |                 |                                                                                           |                                                                                           |                                                                                           |                                                                                           |                                                                                           |                                                                                           |                      |                      |                                        |                                        |                                        |                                        |                                        |                                        |                          |                          |                                                             |                                                             |                                                             |                                                             |                                                             |                                                             |                 |                 |                                          |                                          |                                          |                                          |                                          |                                          |        |        |                                                    |                                                    |                                                    |                                                    |                                                    |                                                    |  |  |  |  |  |  |  |  |  |  |  |  |  |  |  |  |  |  |  |  |  |  |  |  |  |  |  |  |  |  |  |  |  |  |
|                     |                     |                                 |                                 |                                 |                                 |                                 |                                 |                 |                 |                 |                 |                                                                                           |                                                                                           |                                                                                           |                                                                                           |                                                                                           |                                                                                           |                      |                      |                                        |                                        |                                        |                                        |                                        |                                        |                          |                          |                                                             |                                                             |                                                             |                                                             |                                                             |                                                             |                 |                 |                                          |                                          |                                          |                                          |                                          |                                          |        |        |                                                    |                                                    |                                                    |                                                    |                                                    |                                                    |  |  |  |  |  |  |  |  |  |  |  |  |  |  |  |  |  |  |  |  |  |  |  |  |  |  |  |  |  |  |  |  |  |  |
|                     |                     |                                 |                                 |                                 |                                 |                                 |                                 |                 |                 |                 |                 |                                                                                           |                                                                                           |                                                                                           |                                                                                           |                                                                                           |                                                                                           |                      |                      |                                        |                                        |                                        |                                        |                                        |                                        |                          |                          |                                                             |                                                             |                                                             |                                                             |                                                             |                                                             |                 |                 |                                          |                                          |                                          |                                          |                                          |                                          |        |        |                                                    |                                                    |                                                    |                                                    |                                                    |                                                    |  |  |  |  |  |  |  |  |  |  |  |  |  |  |  |  |  |  |  |  |  |  |  |  |  |  |  |  |  |  |  |  |  |  |
|                     |                     |                                 |                                 |                                 |                                 |                                 |                                 |                 |                 |                 |                 |                                                                                           |                                                                                           |                                                                                           |                                                                                           |                                                                                           |                                                                                           |                      |                      |                                        |                                        |                                        |                                        |                                        |                                        |                          |                          |                                                             |                                                             |                                                             |                                                             |                                                             |                                                             |                 |                 |                                          |                                          |                                          |                                          |                                          |                                          |        |        |                                                    |                                                    |                                                    |                                                    |                                                    |                                                    |  |  |  |  |  |  |  |  |  |  |  |  |  |  |  |  |  |  |  |  |  |  |  |  |  |  |  |  |  |  |  |  |  |  |
|                     |                     | Публий Антистий претор или эдил | Публий Антистий претор или эдил | Публий Антистий претор или эдил | Публий Антистий претор или эдил | Публий Антистий претор или эдил | Публий Антистий претор или эдил |                 |                 |                 |                 | Марк Эмилий Скавр консул 115 до н. э. Луций Корнелий Сулла (отчим) консул 88, 80 до н. э. | Марк Эмилий Скавр консул 115 до н. э. Луций Корнелий Сулла (отчим) консул 88, 80 до н. э. | Марк Эмилий Скавр консул 115 до н. э. Луций Корнелий Сулла (отчим) консул 88, 80 до н. э. | Марк Эмилий Скавр консул 115 до н. э. Луций Корнелий Сулла (отчим) консул 88, 80 до н. э. | Марк Эмилий Скавр консул 115 до н. э. Луций Корнелий Сулла (отчим) консул 88, 80 до н. э. | Марк Эмилий Скавр консул 115 до н. э. Луций Корнелий Сулла (отчим) консул 88, 80 до н. э. |                      |                      | Квинт Муций Сцевола консул 95 до н. э. | Квинт Муций Сцевола консул 95 до н. э. | Квинт Муций Сцевола консул 95 до н. э. | Квинт Муций Сцевола консул 95 до н. э. | Квинт Муций Сцевола консул 95 до н. э. | Квинт Муций Сцевола консул 95 до н. э. |                          |                          | Гай Юлий Цезарь консул 59, 48, 46, 45, 44 до н. э. триумвир | Гай Юлий Цезарь консул 59, 48, 46, 45, 44 до н. э. триумвир | Гай Юлий Цезарь консул 59, 48, 46, 45, 44 до н. э. триумвир | Гай Юлий Цезарь консул 59, 48, 46, 45, 44 до н. э. триумвир | Гай Юлий Цезарь консул 59, 48, 46, 45, 44 до н. э. триумвир | Гай Юлий Цезарь консул 59, 48, 46, 45, 44 до н. э. триумвир |                 |                 | Сципион Назика консул 52 до н. э.        | Сципион Назика консул 52 до н. э.        | Сципион Назика консул 52 до н. э.        | Сципион Назика консул 52 до н. э.        | Сципион Назика консул 52 до н. э.        | Сципион Назика консул 52 до н. э.        |        |        | Марк Лициний Красс консул 70, 55 до н. э. триумвир | Марк Лициний Красс консул 70, 55 до н. э. триумвир | Марк Лициний Красс консул 70, 55 до н. э. триумвир | Марк Лициний Красс консул 70, 55 до н. э. триумвир | Марк Лициний Красс консул 70, 55 до н. э. триумвир | Марк Лициний Красс консул 70, 55 до н. э. триумвир |  |  |  |  |  |  |  |  |  |  |  |  |  |  |  |  |  |  |  |  |  |  |  |  |  |  |  |  |  |  |  |  |  |  |
|                     |                     | Публий Антистий претор или эдил | Публий Антистий претор или эдил | Публий Антистий претор или эдил | Публий Антистий претор или эдил | Публий Антистий претор или эдил | Публий Антистий претор или эдил |                 |                 |                 |                 | Марк Эмилий Скавр консул 115 до н. э. Луций Корнелий Сулла (отчим) консул 88, 80 до н. э. | Марк Эмилий Скавр консул 115 до н. э. Луций Корнелий Сулла (отчим) консул 88, 80 до н. э. | Марк Эмилий Скавр консул 115 до н. э. Луций Корнелий Сулла (отчим) консул 88, 80 до н. э. | Марк Эмилий Скавр консул 115 до н. э. Луций Корнелий Сулла (отчим) консул 88, 80 до н. э. | Марк Эмилий Скавр консул 115 до н. э. Луций Корнелий Сулла (отчим) консул 88, 80 до н. э. | Марк Эмилий Скавр консул 115 до н. э. Луций Корнелий Сулла (отчим) консул 88, 80 до н. э. |                      |                      | Квинт Муций Сцевола консул 95 до н. э. | Квинт Муций Сцевола консул 95 до н. э. | Квинт Муций Сцевола консул 95 до н. э. | Квинт Муций Сцевола консул 95 до н. э. | Квинт Муций Сцевола консул 95 до н. э. | Квинт Муций Сцевола консул 95 до н. э. |                          |                          | Гай Юлий Цезарь консул 59, 48, 46, 45, 44 до н. э. триумвир | Гай Юлий Цезарь консул 59, 48, 46, 45, 44 до н. э. триумвир | Гай Юлий Цезарь консул 59, 48, 46, 45, 44 до н. э. триумвир | Гай Юлий Цезарь консул 59, 48, 46, 45, 44 до н. э. триумвир | Гай Юлий Цезарь консул 59, 48, 46, 45, 44 до н. э. триумвир | Гай Юлий Цезарь консул 59, 48, 46, 45, 44 до н. э. триумвир |                 |                 | Сципион Назика консул 52 до н. э.        | Сципион Назика консул 52 до н. э.        | Сципион Назика консул 52 до н. э.        | Сципион Назика консул 52 до н. э.        | Сципион Назика консул 52 до н. э.        | Сципион Назика консул 52 до н. э.        |        |        | Марк Лициний Красс консул 70, 55 до н. э. триумвир | Марк Лициний Красс консул 70, 55 до н. э. триумвир | Марк Лициний Красс консул 70, 55 до н. э. триумвир | Марк Лициний Красс консул 70, 55 до н. э. триумвир | Марк Лициний Красс консул 70, 55 до н. э. триумвир | Марк Лициний Красс консул 70, 55 до н. э. триумвир |  |  |  |  |  |  |  |  |  |  |  |  |  |  |  |  |  |  |  |  |  |  |  |  |  |  |  |  |  |  |  |  |  |  |
|                     |                     | 1) Антистия 86 — 82 до н. э.    | 1) Антистия 86 — 82 до н. э.    | 1) Антистия 86 — 82 до н. э.    | 1) Антистия 86 — 82 до н. э.    | 1) Антистия 86 — 82 до н. э.    | 1) Антистия 86 — 82 до н. э.    |                 |                 |                 |                 | 2) Эмилия Скавра 82 — ок. 81 до н. э.                                                     | 2) Эмилия Скавра 82 — ок. 81 до н. э.                                                     | 2) Эмилия Скавра 82 — ок. 81 до н. э.                                                     | 2) Эмилия Скавра 82 — ок. 81 до н. э.                                                     | 2) Эмилия Скавра 82 — ок. 81 до н. э.                                                     | 2) Эмилия Скавра 82 — ок. 81 до н. э.                                                     |                      |                      | 3) Муция Терция ок. 79 — 62 до н. э.   | 3) Муция Терция ок. 79 — 62 до н. э.   | 3) Муция Терция ок. 79 — 62 до н. э.   | 3) Муция Терция ок. 79 — 62 до н. э.   | 3) Муция Терция ок. 79 — 62 до н. э.   | 3) Муция Терция ок. 79 — 62 до н. э.   |                          |                          | 4) Юлия ок. 59 — 54 до н. э.                                | 4) Юлия ок. 59 — 54 до н. э.                                | 4) Юлия ок. 59 — 54 до н. э.                                | 4) Юлия ок. 59 — 54 до н. э.                                | 4) Юлия ок. 59 — 54 до н. э.                                | 4) Юлия ок. 59 — 54 до н. э.                                |                 |                 | 5) Корнелия Метелла ок. 52 — 48 до н. э. | 5) Корнелия Метелла ок. 52 — 48 до н. э. | 5) Корнелия Метелла ок. 52 — 48 до н. э. | 5) Корнелия Метелла ок. 52 — 48 до н. э. | 5) Корнелия Метелла ок. 52 — 48 до н. э. | 5) Корнелия Метелла ок. 52 — 48 до н. э. |        |        | 1) Публий Лициний Красс                            | 1) Публий Лициний Красс                            | 1) Публий Лициний Красс                            | 1) Публий Лициний Красс                            | 1) Публий Лициний Красс                            | 1) Публий Лициний Красс                            |  |  |  |  |  |  |  |  |  |  |  |  |  |  |  |  |  |  |  |  |  |  |  |  |  |  |  |  |  |  |  |  |  |  |
|                     |                     | 1) Антистия 86 — 82 до н. э.    | 1) Антистия 86 — 82 до н. э.    | 1) Антистия 86 — 82 до н. э.    | 1) Антистия 86 — 82 до н. э.    | 1) Антистия 86 — 82 до н. э.    | 1) Антистия 86 — 82 до н. э.    |                 |                 |                 |                 | 2) Эмилия Скавра 82 — ок. 81 до н. э.                                                     | 2) Эмилия Скавра 82 — ок. 81 до н. э.                                                     | 2) Эмилия Скавра 82 — ок. 81 до н. э.                                                     | 2) Эмилия Скавра 82 — ок. 81 до н. э.                                                     | 2) Эмилия Скавра 82 — ок. 81 до н. э.                                                     | 2) Эмилия Скавра 82 — ок. 81 до н. э.                                                     |                      |                      | 3) Муция Терция ок. 79 — 62 до н. э.   | 3) Муция Терция ок. 79 — 62 до н. э.   | 3) Муция Терция ок. 79 — 62 до н. э.   | 3) Муция Терция ок. 79 — 62 до н. э.   | 3) Муция Терция ок. 79 — 62 до н. э.   | 3) Муция Терция ок. 79 — 62 до н. э.   |                          |                          | 4) Юлия ок. 59 — 54 до н. э.                                | 4) Юлия ок. 59 — 54 до н. э.                                | 4) Юлия ок. 59 — 54 до н. э.                                | 4) Юлия ок. 59 — 54 до н. э.                                | 4) Юлия ок. 59 — 54 до н. э.                                | 4) Юлия ок. 59 — 54 до н. э.                                |                 |                 | 5) Корнелия Метелла ок. 52 — 48 до н. э. | 5) Корнелия Метелла ок. 52 — 48 до н. э. | 5) Корнелия Метелла ок. 52 — 48 до н. э. | 5) Корнелия Метелла ок. 52 — 48 до н. э. | 5) Корнелия Метелла ок. 52 — 48 до н. э. | 5) Корнелия Метелла ок. 52 — 48 до н. э. |        |        | 1) Публий Лициний Красс                            | 1) Публий Лициний Красс                            | 1) Публий Лициний Красс                            | 1) Публий Лициний Красс                            | 1) Публий Лициний Красс                            | 1) Публий Лициний Красс                            |  |  |  |  |  |  |  |  |  |  |  |  |  |  |  |  |  |  |  |  |  |  |  |  |  |  |  |  |  |  |  |  |  |  |
|                     |                     |                                 |                                 |                                 |                                 |                                 |                                 |                 |                 |                 |                 |                                                                                           |                                                                                           |                                                                                           |                                                                                           |                                                                                           |                                                                                           |                      |                      |                                        |                                        |                                        |                                        |                                        |                                        |                          |                          |                                                             |                                                             |                                                             |                                                             |                                                             |                                                             |                 |                 |                                          |                                          |                                          |                                          |                                          |                                          |        |        |                                                    |                                                    |                                                    |                                                    |                                                    |                                                    |  |  |  |  |  |  |  |  |  |  |  |  |  |  |  |  |  |  |  |  |  |  |  |  |  |  |  |  |  |  |  |  |  |  |
|                     |                     |                                 |                                 |                                 |                                 |                                 |                                 |                 |                 |                 |                 |                                                                                           |                                                                                           |                                                                                           |                                                                                           |                                                                                           |                                                                                           |                      |                      |                                        |                                        |                                        |                                        |                                        |                                        |                          |                          |                                                             |                                                             |                                                             |                                                             |                                                             |                                                             |                 |                 |                                          |                                          |                                          |                                          |                                          |                                          |        |        |                                                    |                                                    |                                                    |                                                    |                                                    |                                                    |  |  |  |  |  |  |  |  |  |  |  |  |  |  |  |  |  |  |  |  |  |  |  |  |  |  |  |  |  |  |  |  |  |  |
|                     |                     |                                 |                                 |                                 |                                 |                                 |                                 |                 |                 |                 |                 | 1) Фауст Корнелий Сулла                                                                   | 1) Фауст Корнелий Сулла                                                                   | 1) Фауст Корнелий Сулла                                                                   | 1) Фауст Корнелий Сулла                                                                   | 1) Фауст Корнелий Сулла                                                                   | 1) Фауст Корнелий Сулла                                                                   |                      |                      | Помпея                                 | Помпея                                 | Помпея                                 | Помпея                                 | Помпея                                 | Помпея                                 |                          |                          | 2) Луций Корнелий Цинна                                     | 2) Луций Корнелий Цинна                                     | 2) Луций Корнелий Цинна                                     | 2) Луций Корнелий Цинна                                     | 2) Луций Корнелий Цинна                                     | 2) Луций Корнелий Цинна                                     |                 |                 | Секст Помпей                             | Секст Помпей                             | Секст Помпей                             | Секст Помпей                             | Секст Помпей                             | Секст Помпей                             |        |        | Скрибония                                          | Скрибония                                          | Скрибония                                          | Скрибония                                          | Скрибония                                          | Скрибония                                          |  |  |  |  |  |  |  |  |  |  |  |  |  |  |  |  |  |  |  |  |  |  |  |  |  |  |  |  |  |  |  |  |  |  |
|                     |                     |                                 |                                 |                                 |                                 |                                 |                                 |                 |                 |                 |                 | 1) Фауст Корнелий Сулла                                                                   | 1) Фауст Корнелий Сулла                                                                   | 1) Фауст Корнелий Сулла                                                                   | 1) Фауст Корнелий Сулла                                                                   | 1) Фауст Корнелий Сулла                                                                   | 1) Фауст Корнелий Сулла                                                                   |                      |                      | Помпея                                 | Помпея                                 | Помпея                                 | Помпея                                 | Помпея                                 | Помпея                                 |                          |                          | 2) Луций Корнелий Цинна                                     | 2) Луций Корнелий Цинна                                     | 2) Луций Корнелий Цинна                                     | 2) Луций Корнелий Цинна                                     | 2) Луций Корнелий Цинна                                     | 2) Луций Корнелий Цинна                                     |                 |                 | Секст Помпей                             | Секст Помпей                             | Секст Помпей                             | Секст Помпей                             | Секст Помпей                             | Секст Помпей                             |        |        | Скрибония                                          | Скрибония                                          | Скрибония                                          | Скрибония                                          | Скрибония                                          | Скрибония                                          |  |  |  |  |  |  |  |  |  |  |  |  |  |  |  |  |  |  |  |  |  |  |  |  |  |  |  |  |  |  |  |  |  |  |
|                     |                     |                                 |                                 |                                 |                                 |                                 |                                 |                 |                 |                 |                 |                                                                                           |                                                                                           |                                                                                           |                                                                                           |                                                                                           |                                                                                           |                      |                      |                                        |                                        |                                        |                                        |                                        |                                        |                          |                          |                                                             |                                                             |                                                             |                                                             |                                                             |                                                             |                 |                 |                                          |                                          |                                          |                                          |                                          |                                          |        |        |                                                    |                                                    |                                                    |                                                    |                                                    |                                                    |  |  |  |  |  |  |  |  |  |  |  |  |  |  |  |  |  |  |  |  |  |  |  |  |  |  |  |  |  |  |  |  |  |  |
|                     |                     |                                 |                                 |                                 |                                 |                                 |                                 |                 |                 |                 |                 |                                                                                           |                                                                                           |                                                                                           |                                                                                           |                                                                                           |                                                                                           |                      |                      |                                        |                                        |                                        |                                        |                                        |                                        |                          |                          |                                                             |                                                             |                                                             |                                                             |                                                             |                                                             |                 |                 |                                          |                                          |                                          |                                          |                                          |                                          |        |        |                                                    |                                                    |                                                    |                                                    |                                                    |                                                    |  |  |  |  |  |  |  |  |  |  |  |  |  |  |  |  |  |  |  |  |  |  |  |  |  |  |  |  |  |  |  |  |  |  |
| Гней Помпей Младший | Гней Помпей Младший | Гней Помпей Младший             | Гней Помпей Младший             | Гней Помпей Младший             | Гней Помпей Младший             |                                 |                                 | Клавдия Пульхра | Клавдия Пульхра | Клавдия Пульхра | Клавдия Пульхра | Клавдия Пульхра                                                                           | Клавдия Пульхра                                                                           |                                                                                           |                                                                                           | Фавст Корнелий Сулла                                                                      | Фавст Корнелий Сулла                                                                      | Фавст Корнелий Сулла | Фавст Корнелий Сулла | Фавст Корнелий Сулла                   | Фавст Корнелий Сулла                   |                                        |                                        | Гней Корнелий Цинна Магн               | Гней Корнелий Цинна Магн               | Гней Корнелий Цинна Магн | Гней Корнелий Цинна Магн | Гней Корнелий Цинна Магн                                    | Гней Корнелий Цинна Магн                                    |                                                             |                                                             | Корнелия Помпея                                             | Корнелия Помпея                                             | Корнелия Помпея | Корнелия Помпея | Корнелия Помпея                          | Корнелия Помпея                          |                                          |                                          | Помпея                                   | Помпея                                   | Помпея | Помпея | Помпея                                             | Помпея                                             |                                                    |                                                    |                                                    |                                                    |  |  |  |  |  |  |  |  |  |  |  |  |  |  |  |  |  |  |  |  |  |  |  |  |  |  |  |  |  |  |  |  |  |  |
| Гней Помпей Младший | Гней Помпей Младший | Гней Помпей Младший             | Гней Помпей Младший             | Гней Помпей Младший             | Гней Помпей Младший             |                                 |                                 | Клавдия Пульхра | Клавдия Пульхра | Клавдия Пульхра | Клавдия Пульхра | Клавдия Пульхра                                                                           | Клавдия Пульхра                                                                           |                                                                                           |                                                                                           | Фавст Корнелий Сулла                                                                      | Фавст Корнелий Сулла                                                                      | Фавст Корнелий Сулла | Фавст Корнелий Сулла | Фавст Корнелий Сулла                   | Фавст Корнелий Сулла                   |                                        |                                        | Гней Корнелий Цинна Магн               | Гней Корнелий Цинна Магн               | Гней Корнелий Цинна Магн | Гней Корнелий Цинна Магн | Гней Корнелий Цинна Магн                                    | Гней Корнелий Цинна Магн                                    |                                                             |                                                             | Корнелия Помпея                                             | Корнелия Помпея                                             | Корнелия Помпея | Корнелия Помпея | Корнелия Помпея                          | Корнелия Помпея                          |                                          |                                          | Помпея                                   | Помпея                                   | Помпея | Помпея | Помпея                                             | Помпея                                             |                                                    |                                                    |                                                    |                                                    |  |  |  |  |  |  |  |  |  |  |  |  |  |  |  |  |  |  |  |  |  |  |  |  |  |  |  |  |  |  |  |  |  |  |

## Биография

### Ранние годы
В источниках нет точной информации о времени рождения Гнея Помпея. Учитывая приблизительную дату женитьбы его отца на Муции Терции (81 год до н. э.) и дату отбытия Гнея-старшего в Испанию, на войну с Квинтом Серторием (77 год до н. э.), а также тот факт, что Муция Терция оставалась в Италии, исследователи датируют появление Гнея-младшего на свет периодом между 80 и 76 годами до н. э.
Отец Гнея долго не появлялся в Риме: с 77 по 71 годы до н. э. он был в Испании, а с 67 года до н. э. находился на Востоке, где вёл войны с пиратами и царём Понта Митридатом. Он вернулся в Рим в 62 году до н. э. и сразу развёлся с Муцией Терцией, заподозренной в супружеской неверности. Та вскоре вышла замуж за Марка Эмилия Скавра (брата второй жены Помпея) и родила ему сына, ставшего ещё одним братом Гнея-младшего (единоутробным). Гней-старший женился на дочери Гая Юлия Цезаря, а после её смерти — на Корнелии Метелле, дочери Квинта Цецилия Метелла Сципиона Назики.
Гней-младший практически не упоминается в источниках до 49 года до н. э., когда ему могло быть уже около 30 лет. Правда, Луций Анней Флор, рассказывая о войне с пиратами в 67 году до н. э., пишет, что «сыновья Помпея» командовали эскадрой в Адриатическом море, но это явная ошибка: по-видимому, речь идёт об Авле Помпее и Сексте Помпее, племянниках Квинта Помпея Руфа. В 61 году до н. э. Гней-старший, стремившийся к союзу с главой консервативной части сената Марком Порцием Катоном, попросил у него руки двух его дочерей или племянниц — для себя и старшего сына; это предложение было отвергнуто.

### Гражданская война: во главе флота
В январе 49 года до н. э. внутриполитическая борьба в Риме переросла в очередную гражданскую войну. Отец Гнея возглавлял одну из противоборствующих «партий», и его план предполагал, помимо всего прочего, морскую блокаду Италии, занятой Гаем Юлием Цезарем. Собирая корабли со всего Средиземноморья, Магн отправил старшего сына в Александрию. Плутарх пишет, что красота египетской царицы Клеопатры VII произвела на Гнея большое впечатление; отсюда исследователи делают вывод о завязавшемся романе.
В Александрии Гней получил 500 всадников из числа тех римских солдат, которых оставил в Египте проконсул Авл Габиний в 55 году до н. э. и 50 или 60 боевых кораблей («квадрирем и квинкверем, отлично снаряженных и готовых для плавания»). Эти корабли составили особую, «египетскую» эскадру в составе помпеянского флота, которую возглавил Гней-младший. Подчинялся он Марку Кальпурнию Бибулу, и его задачей, так же, как командиров остальных эскадр (в их числе были Гай Кассий Лонгин, Гай Клавдий Марцелл, Луций Скрибоний Либон), было прикрывать побережье Эпира и Иллирии со стороны Италии, препятствуя переправе цезарианцев на Балканы.
Цезарю всё же удалось в начале января 48 года до н. э. переправиться в Иллирию. Он занял Орик, Аполлонию и ряд других гаваней; теперь помпеянский флот испытывал серьёзные трудности со снабжением. Ситуацию усугубила смерть Бибула, после которой каждая эскадра действовала отдельно. Помпей атаковал Орик и сжёг стоявшие в гавани военные корабли; потом он напал на Лисс и сжёг 30 грузовых кораблей в порту, но взять город не смог. Эти его частные успехи не повлияли на общий ход кампании: две противоборствующие армии ушли от побережья в Фессалию, и там 9 августа 48 года до н. э. произошло решающее сражение при Фарсале. Гней Помпей-старший потерпел поражение и бежал в Малую Азию, а потом в Египет.
Когда известия о Фарсале достигли иллирийского побережья, египетская эскадра ушла на родину. Гней-младший перебазировался на Керкиру, и там вскоре собралось большинство видных представителей помпеянской «партии»: Квинт Цецилий Метелл Сципион, Марк Порций Катон, Тит Лабиен, Луций Афраний, Марк Теренций Варрон, Марк Туллий Цицерон и другие. Состоялось заседание большого военного совета под неформальным председательством Катона, на котором решали, что делать дальше: было ясно, что война на Балканах проиграна, но при этом у помпеянцев по-прежнему был огромный флот в 300 кораблей, а о судьбе Гнея Помпея-старшего не было никакой информации.
Мнения разошлись. Временным главнокомандующим должен был стать Цицерон как старший из консуляров, но он не только отклонил эту честь, но даже дал понять, что хочет отказаться от дальнейшего участия в войне и подчиниться Цезарю. Гней-младший, настроенный наиболее непримиримо, назвал Цицерона предателем и был готов даже обнажить против него меч; по словам Плутарха, только благодаря вмешательству Катона удалось избежать кровопролития.
После этого совещания помпеянцы разъехались в разные стороны. Катон отправился в Патры (там он высадил Цицерона), а потом в Киренаику; Марк Октавий — в Иллирию; Гай Кассий — в Понт. Гней Помпей отплыл в Африку. Там он встретил мачеху и брата, от которых узнал, что его отец убит египтянами. Прибывший в эту провинцию позже (в начале 47 года до н. э.) Катон убедил Гнея направиться в Испанию, чтобы поднять на борьбу с Цезарем многочисленных клиентов отца. С 30 кораблями и двухтысячным отрядом, состоявшим из плохо вооружённых вольноотпущенников и рабов, Помпей появился в Мавретании и напал на город Аскур (больше этот топоним нигде не упоминается); но защитники сделали вылазку и обратили его людей в бегство. Тогда Гней поплыл на север, к Балеарским островам. Согласно Аппиану, Гней направился в Испанию прямо с Керкиры, и его спутником был Тит Лабиен.

### Испанская война
Помпей занял Балеарские острова, встретив серьёзное сопротивление только на Ивисе. Долгое время после этого он ничего не предпринимал из-за тяжёлой болезни. Тем временем в Испании жестокость и самоуправство цезарианского наместника Квинта Кассия Лонгина вызвали солдатский мятеж и усилили симпатии местного населения к помпеянцам. Летом 46 года до н. э. Гней высадился в Бетике.
На тот момент Цезарь уже одержал победу при Тапсе в Африке, так что Испания стала последним оплотом помпеянцев. В армию Гнея массами вступали люди, служившие когда-то под началом трёх испанских легатов Помпея-старшего — Луция Афрания, Марка Петрея и Марка Теренция Варрона. Его поддержали провинциалы и рабы, поднявшие восстание во главе с всадниками Квинтом Апонием и Титом Квинтием; добровольно открыли свои ворота Кордуба, Мунда, Гиспалис и другие города Дальней Испании. Два легиона цезарианского наместника Гая Требония, набранных из местных жителей, перешли на сторону Гнея, как и племя аллобригов. Наконец, Гней занял столицу провинции — Новый Карфаген. К нему присоединились уцелевшие после африканской резни Секст Помпей с эскадрой, Публий Аттий Вар, Тит Лабиен, солдаты Луция Афрания (сам Афраний, так же, как Метелл Сципион, Катон, Петрей и Фавст Корнелий Сулла, погиб после Тапса). Закрепившись в Дальней Испании, Помпей начал чеканить монету, легенда на которой именует его «императором».
Под началом Гнея оказались значительные силы. Источники сообщают о 13 легионах и 6 тысячах легковооружённых воинов. Легионы были, по-видимому, не полностью укомплектованы; один состоял из воинов Луция Афрания, двумя до этого командовал Требоний, ещё один легион был сформирован из жителей римских колоний. На стороне Гнея сражались также иберы, кельтиберы и «великое множество рабов». Все эти люди, по словам Аппиана, «были готовы сражаться с отчаянием».
Помпей потеснил цезарианских легатов — Квинта Фабия Максима и Квинта Педия. Те обратились за помощью к Гаю Юлию, и уже в ноябре 46 года до н. э. диктатор был в Испании. Под его началом было только 8 легионов, причём сформированных из малоопытных солдат; в то же время у Цезаря было преимущество в коннице и легковооружённых. Воспользовавшись тем, что Гней отвлёкся на осаду города Улия, Цезарь напал на Кордубу, но Помпей успел помочь городу и заставил противника отступить. В январе 45 года до н. э. цезарианцы осадили Атегую — одну из главных баз Гнея. Начались ожесточённые бои, которые шли с переменным успехом. Наконец, 15 февраля город был взят штурмом, и это стало серьёзным ударом по репутации Помпея в глазах испанцев. Тем не менее, война продолжалась.
17 марта 45 года до н. э. дело дошло до генерального сражения у города Мунда. Автор «Записок об Испанской войне» пишет, что в этой битве 13 помпеянских легионов противостояли 8 цезарианским; по данным же Диона Кассия, воины Гнея уступали врагу «численностью и опытом», но «не рассчитывали на пощаду и не собирались давать её сами». Они заняли сильную позицию на возвышенности и долго сдерживали натиск противника. В какой-то момент казалось, что помпеянцы победят, и Цезарю пришлось самому сражаться в первых рядах, чтобы удержать своих солдат от бегства. Но бывшая в армии диктатора мавретанская конница предприняла глубокий прорыв с фланга, и Лабиен отвёл 5 когорт на защиту лагеря. Обе стороны восприняли это как начало бегства помпеянцев; наступил перелом, и вскоре воины Гнея действительно побежали по всему фронту.
Битва была крайне ожесточённой (Цезарь позже сказал, что только при Мунде сражался за свою жизнь, а не за победу). Помпеянцы потеряли 30 тысяч человек убитыми, включая Лабиена и Аттия Вара, и все 13 легионных орлов. Потери цезарианцев составили только тысячу убитых и 500 раненых (впрочем, при Диррахии, Фарсале и Тапсе их потери были ещё меньше). В последующие дни пали Кордуба, Мунда, Гиспалис и другие основные города региона, что означало конец войны.

### Гибель
Гней Помпей уцелел при Мунде и спасся бегством с поля боя. С отрядом в 50 всадников он прискакал в Картею, где стоял его флот. Жители города, по данным местного префекта, симпатизировали Цезарю; поэтому Гней решил бежать морем. Его принесли в гавань в крытых носилках, а дальше произошёл несчастный случай: спускаясь в лодку, Помпей зацепился ногой за канат, кто-то из его спутников второпях хотел перерубить этот канат мечом, но попал по ноге своему императору.
«Он отплыл в какое-то место и стал там лечиться, — пишет Аппиан. — Однако, разыскиваемый и там, он снова бежал по заросшей колючим кустарником дороге, пока, чрезмерно измученный своей раной, не присел на отдых под деревом; когда же сюда пришли искавшие его, он, защищаясь от них, недёшево отдал свою жизнь».
Автор «Записок об Испанской войне» уточняет, что эскадра Гнея не успела запастись в Картее питьевой водой. Поэтому на четвёртый день плавания помпеянцам пришлось пристать к берегу, а там они были обнаружены цезарианским флотоводцем Авлом Дидием. В морском бою Дидий одержал полную победу. Помпею оставалось спасаться бегством на суше со своими последними сторонниками, но его настигли и убили. Флор называет имя цезарианского офицера, командовавшего погоней, — Цезоний Лентон — и говорит, что Гней погиб недалеко от города Лаврон. Большинство исследователей локализует этот город в Дальней Испании, но есть гипотезы о том, что Лаврон был выдуман Флором, и о том, что в действительности последнее сражение Помпея произошло у города Валенсия в Ближней Испании. Голову Гнея принесли Цезарю, когда тот находился в Гиспалисе. Диктатор приказал показать её солдатам и народу, а потом похоронить.
Гибель Гнея Помпея историки датируют приблизительно концом марта 45 года до н. э. Его голова была похоронена 12 апреля.

## Семья
Гней Помпей был женат приблизительно с 54 года до н. э. на старшей дочери Аппия Клавдия Пульхра (консула 54 года до н. э.). Его свояком был Марк Юний Брут.

## Оценки личности и деятельности
Автор «Африканской войны» говорит устами Марка Порция Катона, что Гнея Помпея отличали «величие духа и энергия». Плутарх пишет о «неуместной заносчивости и самоуверенности» Гнея. Немецкий антиковед Фридрих Мюнцер предположил, что Помпей был от природы человеком эмоциональным и что ряд неудач и несчастий, постигших его в ходе гражданской войны, сделал Гнея суровым и даже жестоким. Об этом говорит керкирский инцидент с участием Цицерона; о том же пишет Гай Кассий Лонгин в письме Цицерону в январе 45 года до н. э.:
«Ты знаешь, как Гней глуп; ты знаешь, в какой мере считает он жестокость доблестью; ты знаешь, как он убеждён, что мы всегда высмеивали его. Опасаюсь, как бы он не захотел над нами в отместку попросту посмеяться мечом».
Все эти соображения заставили Гая Кассия признать в том же письме, что он предпочитает «иметь старого и снисходительного господина вместо того, чтобы испытать господство нового и жестокого». Цицерон в письме Авлу Манлию Торквату, отправленному в те же дни, констатирует, что следует бояться гнева Гнея Помпея в случае его победы.
Источники признают Гнея Помпея наиболее непримиримым среди противников Гая Юлия Цезаря. Этот полководец был готов использовать против врага любые средства, что определило крайне ожесточённый характер гражданской войны на её заключительном этапе. В «Фарсалии» Марка Аннея Лукана Гней Помпей-старший завещает своим сыновьям продолжать борьбу с Цезарем, вовлекая в неё царей и свободные города Средиземноморья; это «мстительно-безрассудная» программа, нацеленная на установление в Риме династической власти Помпеев.
Российский антиковед Александр Егоров отмечает трагичность во многом непрояснённой ситуации, в которой после Фарсала Гней Помпей-старший предпочёл воссоединению с сыном, тестем и прочими близкими людьми бегство, едва ли не в одиночку, в одно из восточных царств.